# Собственный Его Императорского Величества железнодорожный полк

Император Николай II и цесаревич Алексей Николаевич принимают рапорт от полковника 1-го железнодорожного полка С. А. Цабеля, на смотре в Царском Селе, 1912 год.

Собственный Его Императорского Величества железнодорожный полк — лейб-гвардейская часть, обеспечивавшая все железнодорожные поездки императорской фамилии, обслуживавшая и охранявшая императорский поезд и Царскосельскую железнодорожную ветку.
Старшинство с 16 мая 1878 года. Полковой праздник 23 ноября (день Святого Александра Невского).
Дислокация: Гатчина (штаб и одна рота размещались в Санкт-Петербурге рядом с Царскосельским вокзалом в Царском селе).

## История
- 6 мая 1878 года — сформирован в Москве как 1-й железнодорожный батальон (две строительные и две эксплуатационные роты).
- 1879 г. — переведён в Петербургский военный округ и включен в состав 1-й сапёрной бригады.
- 12 мая 1881 года — отчислен от 1-й сапёрной бригады в подчинение дворцовому коменданту для охраны императорских поездов и путей следования Императорской Фамилии по железным дорогам. Одновременно батальону поручена постоянная охрана железнодорожных путей, соединяющих столицу с загородными императорскими резиденциями. Однако до 1909 года числился в составе 1-й сапёрной бригады и в инспекторском отношении подчинялся начальнику бригады.
- 14 мая 1906 года — из состава батальона сформирована 5-я рота.
- 9 декабря 1906 года — император Николай II и наследник цесаревич Алексей Николаевич внесены в список чинов батальона.
- 2 октября 1909 года — развернут в 1-й Железнодорожный полк двухбатальонного состава с подчинением начальнику военных сообщений Петербургского военного округа.
- 6 мая 1915 года — наименован Собственным Его Императорского Величества железнодорожным полком и причислен к Молодой гвардии.

В тот день собственный Его Величества Железнодорожный полк получил права гвардии. Его ловкий командир, генерал Цабель, сумел покорить Воейкова и тот провел это. Но, надо сказать, что Цабель подтянул прежний батальон и он нес службу блестяще
- 6 мая 1916 года[2] — получил права Старой гвардии.
- 2 марта 1917 года — личный состав полка, расквартированный в Царском Селе, получив сведения о Февральской революции в Петрограде, взбунтовался. Солдаты убили двух офицеров полка и ушли строем в Петроград, где присоединились к восставшим[3].
- 4 марта 1917 года — переименован в Гвардейский железнодорожный полк.
- 23 марта 1917 года — расформирован. Нижние чины переданы в ведение Министерства путей сообщений, офицеры командированы в распоряжение фронтовых начальников военных сообщений[4].

## Участие в Первой мировой войне
В апреле 1916 года В. Н. Воейков по личному приказанию Николая II обратился к исполняющему должность главного начальника военных сообщений генералу С. А. Ронжину с просьбой «предоставить чинам Собственного Его Величества железнодорожного полка возможность принять участие в боевых действиях, подобно тому, как принимают в них участие чины Конвоя Его Величества и чины Сводного Его Величества пехотного полка, для чего, выбрав один из бронепоездов, находящихся на участке наиболее оживленном в смысле деятельности поезда, временно передать его в эксплуатацию чинов Собственного железнодорожного полка».
23 апреля в распоряжение полка был выделен бронепоезд типа «Хунхуз» № 3, базировавшийся на станции Молодечно (командир поезда штабс-капитан Кузьминский). В начале мая, после обучения команды, бронепоезд пришел в Минские мастерские, где прошел ремонт паровоза и перевооружение (на площадке водяного бака тендера была установлена вращающаяся броневая башню с 3-дюймовой горной пушкой обр. 1909 г. для стрельбы по наземным и воздушным целям).
В июне 1916 года бронепоезд действовал на Юго-Западном фронте во время Луцкого прорыва.

## Знаки отличия
- Нагрудный знак учрежден 10 мая 1908 года. Представлял собой золотой вензель императора Александра III, совмещенный с серебряным вензелем императора Николая II. Вензели были увенчаны золотой короной и перевиты серебряной лентой с нанесенным на неё девизом «Собственный Его Императорского Величества Железнодорожный полк».
- Чины полка с 1915 года носили на погонах и эполетах вензель императора Николая II.

## Командиры
- 16.05.1878 — 29.07.1879 — полковник П. Н. Басов
- 29.07.1879 — 03.03.1891 — полковник Л. М. Албертов
- 03.03.1891 — 13.08.1898 — полковник Л. И. Игнатьев
- 13.08.1898 — 08.10.1905 — полковник В. Н. Яковлев
- 08.10.1905 — 15.09.1906 — полковник фон В. В. Нотбек
- 06.05.1907 — 15.01.1914 — полковник (с 06.05.1913 генерал-майор) В. А. Василевский
- 26.01.1914 — 23.03.1917 — полковник (с 06.12.1914 генерал-майор) С. А. Цабель